# سیارک ۹۱۰۲
سیارک ۹۱۰۲ (به انگلیسی: 9102 Foglar، نامگذاری:1996XS18) نه هزار و صد و دومین سیارک کشف شده‌است که در ۱۲ دسامبر ۱۹۹۶ کشف شد.
قدر مطلق سیارک برابر ۱۴٫۱۰ است.